# Santa Maria de Banyuls de la Marenda
Santa Maria de Banyuls de la Marenda és l'església parroquial del poble de Banyuls de la Marenda, a la comarca del Rosselló (Catalunya Nord).
Està situada a l'actual centre urbà del poble de Banyuls de la Marenda, al barri de Sant Joan de la Bassa, prop del Camí del Coll de les Vinyes.
Fins al 1950 existia prop d'aquest mateix indret una església d'estil neoromànic. Fou enderrocada, i en el decenni dels 60, del segle xx, es construí el temple actual, que té un aspecte exterior força insòlit. L'identifiquen com a església una grossa creu de ferro adossada a una capella, així com el campanar: una torre exempta oberta, amb quatre campanes superposades.